# Richard J. Hinton
Richard Josiah Hinton (Londra, 26 novembre 1830 – Londra, 20 dicembre 1901) è stato un militare e giornalista statunitense di origine britannica.

## Biografia
Originario di Londra, emigrò negli Stati Uniti nel 1851 e per alcuni anni svolse il mestiere di giornalista tra New York e Boston. Durante questo periodo divenne un convinto abolizionista, scrivendo articoli appassionati contro la schiavitù del Profondo Sud.
Nel 1856 emigrò in Kansas nella città di Lawrence, teatro delle principali violenze del conflitto noto come "Bleeding Kansas". Divenne quindi un fervente sostenitore di John Brown, aiutandolo nella sua lotta contro gli schiavisti e narrando il conflitto nel Kansas per conto dei giornali della Costa Orientale, influenzando così l'opinione pubblica nordista. In seguito, durante la guerra di secessione, si arruolò nell'esercito americano e organizzò i primi reggimenti di fanteria afroamericana del Kansas, che comandò per gli anni successivi. Fece poi parte delle truppe di occupazione del Sud degli Stati Uniti durante l'era della ricostruzione.
Nel dopoguerra divenne un giornalista e autore di successo, scrivendo popolari biografie di John Brown, Abraham Lincoln e Richard Realf e agendo nel contempo come agente governativo in vari paesi esteri (Austria-Ungheria, Messico e Regno Unito). Morì nel 1901 durante un viaggio nella natia Londra. Le sue spoglie vennero tumulate nel cimitero nazionale di Arlington, in Virginia.